# Lyncornis temminckii
Noitibó-orelhudo-malaio ou noitibó-malaio (Lyncornis temminckii) é uma espécie de ave da família Caprimulgidae. Pode ser encontrado nos seguintes países: Brunei, Indonésia, Malásia, Singapura e Tailândia. Os seus habitats naturais são: florestas subtropicais ou tropicais húmidas de baixa altitude.